# جوسيبي انغراسيا
جوسيبي انغراسيا (بالإيطالية: Giuseppe Ingrassia)‏ (9 سبتمبر 1988 بباليرمو في إيطاليا - ) هو لاعب كرة قدم إيطالي في مركز حراسة المرمى. لعب مع نادي باليرمو وهيلاس فيرونا ويو أس بركوليتزه 1932 ونادي سي إس فيزيه.

## وصلات خارجية
- جوسيبي انغراسيا على موقع قاعدة بيانات كرة القدم.إي يو (الإنجليزية)